# Geltsdale
Geltsdale var en civil parish 1858–2003 när det uppgick i Castle Carrock, i grevskapet Cumbria i England. Parish var belägen 20 km från Carlisle och hade 6 invånare år 2001.